# Knuckledust
Knuckledust és un grup anglès de música hardcore de Londres que es va formar l'any 1996.

## Membres
- Nic: baix (abans a The Business)
- Pelbu: veu
- Ray: bateria (abans a The Business)
- Wema: guitarra

## Discografia

### Àlbums d'estudi
- Time Won't Heal This (2000, Blackfish/Rucktion/Thorp Records)
- Universal Struggle (2003, GSR Music)
- Unbreakable (2005, GSR Music)
- Promises Comfort Fools (2007, GSR Music)
- Bluffs, Lies & Alibis (2012, GSR Music)
- Songs of Sacrifice (2016, GSR Music)[2]

### EP
- Demo (1996, autoedició)
- London Hardcore (1997, Days of Fury)
- In Yer Boat (1998, Household Name)
- ...In Plain Sight (2021, Time Won’t Heal This/Bloodblast)[3]

### Compartits
- Amb Area Effect (1997, Black-Up)
- Smash Tradition amb Indecision (1998, Household Name)
- The Darkside Versus the Eastside amb Stampin' Ground (1999, Blackfish)
- Together We Stand, Divided We Brawl amb Unite (2001, Blackfish)

### Recopilacions
- Dustography (2006, Rucktion)